# Gröna Lund
Il Gröna Lund (tradotto in italiano "Il boschetto verde") è un parco divertimenti a Stoccolma in Svezia.
È posto sull'isola di Djurgården e ha dimensioni relativamente ridotte rispetto ad altri parchi di divertimento. La posizione in cui è posto ne limita infatti la sua espansione.
Il Gröna Lund fu fondato nel 1883 da James Schultheiss, ha ad oggi più di 30 attrazioni ed in estate ospita vari concerti
rock e pop. Nel 1980 ospitò il concerto che vide esibirsi Bob Marley ed in quell'occasione il Gröna Lund richiamò ben 32.000 persone.
L'ambientazione del parco è abbastanza unica in quanto la maggior parte degli edifici è composta da strutture di tipo commerciale e residenziale risalenti al XIX secolo e quindi non realizzate appositamente per il parco che si estende attorno ad esse.
Dal 2006 è di proprietà della Parks & Resorts Scandinavia AB, una società di proprietà della famiglia Tidstrand la quale possiede inoltre il Kolmården zoo safari e lo Skara Sommerland.
Il Gröna Lund è il più vecchio parco di divertimenti della Svezia.
Ivi si è tenuto nel 2011 il concerto dei The Ark con cui il gruppo ha concluso la sua ventennale attività.
Il 25 giugno 2023 intorno alle 11:30, una persona è morta e altre nove sono rimaste ferite a seguito del deragliamento della carrozza anteriore sulla montagna russa Jetline, inaugurata nel 1988. Durante la corsa erano presenti 14 persone le quali sono rimaste sospese a circa 10 metri d'altezza a seguito dell'uscita di binari del carrello fino a che alcuni passeggeri sono caduti a terra. A seguito dell'incidente, sono iniziate le dovute indagini e il parco ha dichiarato una chiusura di due settimane nelle quali ha eseguito una manutenzione straordinaria di tutte le attrazioni. Il parco ha in seguito riaperto al pubblico.